# Мизија
Мизија (лат. Mysia) је област у северозападном делу древне Мале Азије (данашња Анадолија у Турској). Била је смештена на јужној обали Мраморног мора. На истоку се граничила са Битинијом, на југоистоку са Фригијом, на југу са Лидијом, на југозападу са Еолидом, а на зпааду са Троадом, те Пропонтисом на северу. У античко доба су је настањивали Мизијци, Фригијци, Еолски Грци и друге групе.